# Гарапівська сільська рада
Гарапівська сільська рада — колишня адміністративно-територіальна одиниця та орган місцевого самоврядування в Андрушівському районі Бердичівської округи, Київської та Житомирської областей УРСР з адміністративним центром у селі Гарапівка.

## Населені пункти
Сільській раді на момент ліквідації були підпорядковані населені пункти:
- с. Гарапівка

## Населення
Відповідно до перепису населення СРСР, станом на 17 грудня 1926 року, чисельність населення ради становила 1 053 особи, з них, за статтю: чоловіків — 502, жінок — 551; етнічний склад: українців — 1 049, росіян — 2, поляків — 2. Кількість домогосподарств — 253.

## Історія та адміністративний устрій
Створена 17 грудня 1925 року, відповідно до рішення Бердичівської ОАТК, в с. Гарапівка Павелківської сільської ради Андрушівського району Бердичівської округи.
Станом на 1 вересня 1946 року сільська рада входила до складу Андрушівського району Житомирської області, на обліку в раді перебувало с. Гарапівка.
Ліквідована 11 серпня 1954 року, відповідно до указу Президії Верховної Ради УРСР «Про укрупнення сільських рад по Житомирській області»; територію та с. Гарапівка передано до складу Павелківської сільської ради Андрушівського району Житомирської області.